# Sección de Atletismo del Real Madrid Club de Fútbol
La Sección de Atletismo del Real Madrid Club de Fútbol fue una de las distintas modalidades deportivas de las que dispuso el club a lo largo de sus más de cien años de historia. Fundada oficialmente a finales de 1930 junto con las nuevas instalaciones deportivas de Chamartín —si bien ya tuvo representación en los años 1920—, logró éxitos a nivel regional y nacional antes de interrumpirse temporalmente y desaparecer finalmente en los años 1980.
A pesar de continuar extinta en la actualidad, es una de las secciones deportivas con más solera del club tanto por los éxitos conseguidos como por los atletas que formaron parte de sus filas, así como por el seguimiento y repercusión que tuvo la sección cuando todavía era parte fundamental del club.
Cabe destacar entre sus integrantes a Miguel de la Quadra-Salcedo, atleta madrileño de los años 1950 especializado en las diferentes pruebas de lanzamiento, y que formó parte de la sección durante el año 1960 en el que fue su último año como atleta. Sus destacadas hazañas, realizadas años antes de su incorporación a la sección, tuvieron gran repercusión debido principalmente a su particular estilo de lanzamiento, denominado «estilo Erausquin o estilo español», con el que logró marcas inverosímiles para la época. Finalmente, estas no fueron homologadas por la Asociación Internacional de Federaciones de Atletismo (IAAF) y no quedaron registradas. Con su peculiar lanzamiento, perfeccionado junto con el también lanzador vasco Félix Erausquin, logró superar el entonces récord del mundo de lanzamiento de jabalina en más de veinte metros.

## Historia

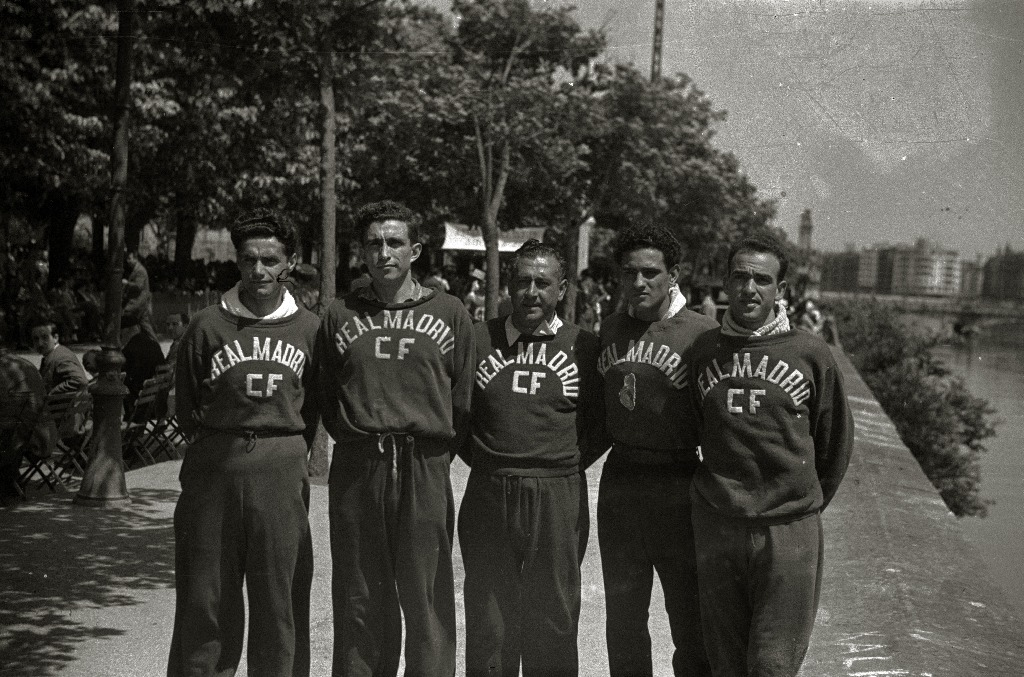
Sección de atletismo en San Sebastián (1952).

La sección de atletismo del Real Madrid C. F. tuvo sus orígenes en los años 1920, cuando numerosos integrantes del club participaran en diferentes pruebas de atletismo, y en los Campeonatos de Castilla organizados por la Federación Castellana. Igualmente tuvo participantes de marcha de gran fondo, donde destacó José Antonio González, quien batió el récord español de los 100 kilómetros con 13 horas 38 minutos y 8 segundos.
No fue hasta 1930 y con Heliodoro Ruiz al frente cuando fue establecida oficialmente, y a pesar de que había obtenido resultados destacados a nivel regional durante la década, con apenas tres años de oficialidad fue disuelta. En 1940, el mismo Heliodoro Ruiz vuelve a refundar la sección y a partir de entonces, participa en las diferentes competiciones regionales y nacionales obteniendo buenos resultados. Los primeros integrantes de la sección a nivel colectivo fueron Juan Carlos Blanco como capitán de la misma —posterior presidente de la Federación Madrileña—, Víctor Blanco, Rafael Calle, José Hernández, Manuel Blanco, José de Andrés, Manuel Aguado, Ramón Tomé, Antonio Orellán, Cirilo Palezuela, Justo Sancho, Julián Ruiz, Alejandro Carrasco, José Reliegos, Fernando Reliegos y Venancio Sevillano.
Con la inauguración de la Ciudad Deportiva y de sus pistas de atletismo en mayo de 1963, se empezó a practicar este deporte de una forma más continuada, hasta el punto que sirvió para potenciar esta sección dentro de la disciplina del club que hasta la fecha se venía practicando en el campo de fútbol del club.
Lamentablemente debido a la difícil situación económica en la que se veía sumida la entidad, tuvo que disolverse definitivamente en la década de 1980, después de más de medio siglo de historia. Cabe destacar atletas de la sección que lograron distintos títulos o plusmarcas en alguna prueba del calendario nacional, como Fernando Fernández Gaitán, Enrique Chaves Elvira, Carlos Martín-Fuertes, José María Isabel Gómez, Ricardo Ortega y Juan Hidalgo en maratón, y otros que participaron en los Juegos Olímpicos, Agustín Fernández en maratón, o Miguel de la Quadra-Salcedo, destacado lanzador de jabalina, disco y martillo, el fondista Fernando Cerrada  y a José Luis González que destacó en la prueba de 1.500 metros lisos, fue el único atleta de la sección durante el año 1986, siendo el último gran atleta de las filas madridistas.

## Modalidades
- 100 metros lisos
- 200 metros lisos
- 800 metros lisos
- 1.500 metros lisos
- Maratón
- Marcha atlética de gran fondo
- Lanzamiento de disco
- Lanzamiento de jabalina

## Palmarés
- 2 Plusmarca de España

Agustín Fernández, Juan Hidalgo (Maratón)
- Recordman español de lanzamiento de disco

Miguel de la Quadra-Salcedo
- 2 Participación en los Juegos Olímpicos

Miguel de la Quadra-Salcedo (Lanzamiento de jabalina), Roma 1960.
Agustín Fernández (Maratón), Múnich 1972.
- 4 Campeonato de España de clubes - Aire libre: 1959, 1960, 1961,[14] 1962.[15]

- 2 Campeonato de España de clubes - Cross: 1972, 1973.[16]

- 4 Campeonato de España - Gran Fondo: 1973, 1976, 1977, 1978.

- 2 Campeonato de España de Campo a través: 1946, 1947.

- 1 Campeonato Regional Centro por Equipos: 1957.[17]

Cadetes
- 1 Copa Barcelona:

José Luis Lubián (5000 metros).
- 1 Gran Premio Internacional de Madrid: 1961.[19]

Destacan importantes figuras como Melanio Asensio "recordman" español de 100 m y relevos 4 x 100, los mismos, que son "recordman" nacional Francisco Campra en 110 m vallas; Benardino Lombau en 4 x 400; Ignacio Ariño en salto de altura; Enrique Chaves y López Aguado en los Juegos de la FISEC; Julio Gómez mundial en los 4 x 400; Jesús Hurtado varias veces campeón nacional, igual que Enrique Moreno y Del Vall, que lo fue de España en carrera de campo a través.